# ويسانت (باد كاليه)
ويسانت، باد كاليه أو ينصنت أو بنصنت أو وِصنت أو وادي صنت أو وادي شنت (بالفرنسية: Wissant)‏ هي بلدية تقع في إقليم باد كاليه من منطقة نور با دو كاليه في شمال فرنسا. تبلغ مساحة هذه المدينة 12.79 (كم²)، وترتفع عن سطح البحر 17 م، يبلغ عدد سكانها 1064 نسمة حسب إحصاء المعهد الوطني للإحصاء والدراسات الاقتصادية سنة 2009 م. وترأس Bernard Bracq البلدية خلال فترة (2008-2014).